# Кріс Касперски
Кріс Касперски (рос. Николай Владимирович Лихачёв 2 листопада 1976, селище Успенське, Краснодарський край — 18 лютого 2017, Дейтона-Біч, Флорида, США) — російський IT-журналіст, програміст, хакер.
Свого часу щоб уникнути плутанини з творцем антивіруса Євгенієм Касперським, видалив останню букву зі свого авторського псевдоніму. Також відомий під псевдонімами мыщъх, nezumi (яп. 鼠, миша), n2k, elraton, souriz, tikus, muss, farah, jardon, KPNC. Псевдонім «мыщъх» узятий на основі любові Кріса до роману «Дюна» (цитати з якого часто використовувалися автором, зокрема в першій книзі «Техніка й філософія хакерських атак»), головний герой якого носив ім'я Муад'Діб, що означає пустельну мишу. Людський псевдонім Кріс Касперски не є похідним від слова «щур» або від прізвища Євгенія Касперського, а з'явився через велику любов до мультфільму про привида Каспера і Крісу Кельмі, музику якого, тим не менш, мищ'х ніколи не чув.

## Ранні роки
У віці декількох тижнів, коли лікар помилково виконав йому ін'єкцію хлориду кальцію, переніс інсульт. Частково омертвіли тканини мозку, що призвело до легкого аутизму. У сім років зробив перший працюючий радіоприймач. У початкових класах у Кріса з'явився перший комп'ютер — Правец 8Д, болгарський клон британської машини Oric Atmos з документацією на болгарській мові. Комп'ютер підключався до магнітофона і кольорового телевізора. На Правец 8Д Кріс Касперски написав першу гру::

Нулик і знак «більше» символізували рибку, вона бігала по екрану взад-вперед, а в центрі був рибак у вигляді знаку питання. Щоб спіймати рибку, потрібно було натиснути пробіл.

Наступний комп'ютер був Электроника БК-0010, за яким Кріс освоїв ассемблер. Третім комп'ютером був ZX Spectrum, четвертим — Агат. Цікаво, що, за винятком свого дня народження, Кріс взагалі не пам'ятає точних дат, а хронологію подій відновлює за моделями комп'ютерів, які у нього були в різний час.
Закінчив школу зі срібною медаллю. Кріс вчився добре, і в його атестаті не було жодної четвірки, проте, за твердженням Кріса, для отримання золотої медалі потрібно дати хабар крайовим чиновникам.. Без іспитів вступив в Таганрозький радіотехнічний університет на спеціальність «Проектування мікроконтролерів». Але не дотягнув навіть до першої сесії і покинув інститут — «програмувати до пуття не давали» — повернувшись у рідне село. Поступив в наступному році, «щоб заспокоїти маму» і знову кинув. У ті роки у Кріса з'явився IBM PC з диском в 20 мегабайт і кольоровим монітором. У Таганрозі Касперски разом зі студентом Шуриком організували кооператив, в якому надавали послуги системного адміністрування. Через деякий час компаньйон — Шурик зник з грошима. Кріс Касперски віддав гроші, що залишилися і комп'ютер рекетирам і повернувся в рідне село до батьків.
Далі були якісь спроби знову відкрити бізнес з комерсантом з Армавіра, поїздки в Краснодар і Ростов. Занесло Кріса і в Москву.
|  | Одного разу в Москві, на сходовому прольоті, що служив для співробітників курилкою, відбулася історична і єдина зустріч двох Касперських. Кріс прийшов в лабораторію антивірусів Євгена Касперського, запропонував пару ідей, але співпраці не вийшло: "Я не знаю чому, але як тільки в лабораторії розмова заходить про мене, у них відразу псується настрій. Тепер вони поширюють чутки, що я у них три тижні працював, вони взяли мене заради сміху, а потім вигнали. Зараз ми з Касперським в паралельних площинах знаходимося, я не заважаю його бізнесу, а він не заважає моєму. Я навіть спеціально прибрав "ї" з псевдоніма, щоб нас не плутали. Але він мене все одно не любить ". |

## Публікації
Перша стаття, написана Крісом, побачила світ, коли він ще вчився в школі. Її надрукував журнал «Звіздар», а сама стаття була присвячена астрономії. Кріс почав активно писати приблизно в 1998-му в ехоконференціі Фідо RU.HACKER. Там його повідомлення були помічені Дмитром Садченко, який влаштував йому знайомство з видавництвом «Солон-Прес». У 1999 році видавництво Солон-Пресс видала першу книжку Кріса Касперски «Техніка й філософія хакерських атак» з гонораром 50000 р. Верстальник Сергій Тарасов так згадує спілкування з Касперски:

Перший раз він приїхав з батьком, — пізніше його довідники по електротехніці ми теж стали видавати. Кріс добре говорив і писав, а головне, був без закидонів і зайвої зарозумілості. Голова в нього працювала неймовірно — він програмував буквально в розумі.

На 2008 рік видано 16 книг, в тому числі і кілька перекладів на англійську. Книги присвячені захисту інформації та оптимізації програм, комп'ютерним вірусам і дизасемблюванню. Також серед книг — «Енциклопедія приміт погоди». Інтерес Кріса лежить в області комп'ютерів і астрономії. Деякі його статті і топіки на форумах присвячені телескопам і спостереженню зоряного неба. Паралельно з книгами, Кріс Касперски публікується в журналах «Системний адміністратор», «Байт», «Звіздар», «Хакер». Говорить головний редактор журналу «Хакер» Микита Кислицин::

Ні я, ні хтось інший з редакції його вживу не бачив. Спілкуємося поштою і телефоном. Він маніакально захоплена людина, до нього завжди можна звернутися з проханням типу "Потрібно до завтрашнього ранку розреверсити WebMoney Keeper, з'ясувати, що він палить на комп'ютері, і написати про це статтю на 25 кілобайт ".

З 2008 року Кріс Касперски жив і працював в місті Рестон (Вірджинія) в США, і щоб розширити аудиторію, вирішив писати книги спочатку англійською мовою. Також Кріс Касперски в грудні 2008 року започаткував блог англійською мовою. В кінці жовтня 2008 на конференції Hack in the Box в Куала-Лумпурі мав намір виступити з доповіддю про принципово нові діри в процесорах Intel, придатних для віддаленого захоплення багатьох серверів.. Через деякий час представники Intel зв'язались з Крісом і повідомили про усунення багів.

## Endeavor Security
До недавнього часу Кріс Касперски вів усамітнений спосіб життя у рідному селі. З червня 2008 року віддалено працює на американську компанію Endeavor Security [Архівовано 19 лютого 2020 у Wayback Machine.], яка займалася безпекою комп'ютерів і мереж. У 2009 році Endeavor Security була придбана компанією McAfee.

«Кріс знає відповідь на найголовніше питання в безпеці — як це працює, — говорить генеральний директор компанії Крістофер Джордан. — І ще він моментально народжує нові ідеї». «Популярність Касперски за межами Росії не перебільшена, — пояснює інший співробітник Endeavor Еліс Чанг, — він дуже відомий хакер, причому саме в первинному значенні цього слова: людина, яка розуміє самі основи того, як працює програма»..

## Деякі факти
Дуже худорлявий. Має південний акцент, часом проковтує і перекручує слова, пом'якшує закінчення дієслів. Носить довге волосся і бороду. Не надає значення одягу.
Рідне село Касперски описує так: «інтернет-виділенка десять мегабіт канал».

## Смерть
10 лютого 2017 року Кріс серйозно травмувався під час стрибка з парашутом. Відключення від апаратури штучного підтримання життя провели 18 лютого.

### Журнали, в яких публікувались статті Кріса Касперски
- «BYTE Россия»
- «Системный администратор»
- «Хакер»
- «Хакер-спец»
- «IT спец»
- «Программист»
- «Компьютерра»
- «Mobi»

### Публикації Кріса по ІТ
- Статьи и книги Криса Касперски
- Архив книг Криса
- Доклад Криса на конференции Hack in the Box об уязвимости процессоров Intel
- Статьи Криса в журнале «Системный администратор»: поиск в Яндексе и Гугле [Архівовано 4 травня 2019 у Wayback Machine.]
- Статьи Криса в журнале «Хакер»: поиск в Яндексе и Гугле [Архівовано 4 травня 2019 у Wayback Machine.]. Также см. список [Архівовано 25 квітня 2014 у Wayback Machine.] на сайте журнала (далеко не полный)
- Статьи Криса в журнале «Компьютерра»: Список статей
- Статьи Криса в журнале «Mobi»: Список статей
- Статьи Криса в журнале «Домашний компьютер»: Поиск в Google [Архівовано 5 жовтня 2018 у Wayback Machine.]
- Борьба с вирусами: опыт контртеррористических операций [Архівовано 30 березня 2018 у Wayback Machine.]
- Побег через брандмаузер плюс терминализация всей NT

### Публикації Кріса по астрономії
- Крис Касперски. Выбор телескопа
- Крис Касперски. Возможности трубы ЗРТ-457 и монокуляра МП20х60 [Архівовано 2 квітня 2018 у Wayback Machine.]
- Крис Касперски. Наблюдения галактик Треугольника с Альтаиром
- Крис Касперски. Мицар vs Альтаир
- Крис Касперски. Исходники вселенной [Архівовано 14 червня 2010 у Wayback Machine.]